# Ткаченко Сергій Миколайович (хокеїст)
Сергій Миколайович Ткаченко (6 червня 1971, Київ, Українська РСР, СРСР) — український хокеїст, воротар.

## Спортивна кар'єра
Вихованець кихвської хокейної школи. Чемпіон Європи 1989 року серед юніорів. Переможець молодіжного чемпіонату світу 1990 року, срібний призер 1991. На перших двох турнірах був основним воротарем. Разом з ним грали кияни Валентин Олецький, В'ячеслав Тимченко, Олександр Годинюк, Олексій Житник, а лідерами того складу команди Радянського Союзу були В'ячеслав Козлов і Павло Буре.
Першою командою майстрів став друголіговий ШВСМ, де в першому сезоні був дублером Євгена Бруля і Павла Михоника. В наступному — дебютував за «Сокіл» у вищій лізі. В останньому чемпіонаті Радянського Союзу — основний воротар клубу. 1992 року переїхав до Північної мерики, а через рік був обраний на драфті Національної хокейної ліги клубом «Ванкувер Канакс». Дев'ять сезонів виступав за команди Американської хокейної ліги («Гамільтон Канакс», «Сіракузи Кранч»), Континентальної хокейної ліги, Хокейної ліги Східного узбережжя, Центральної хокейної ліги, Хокейної ліги Західного узбережжя, Об'єднаної хокейної ліги і Західної професіональної хокейної ліги. 2001 року повернувся до Старого світу: по пів сезона захищав кольори уфимського «Салавата Юлаєва» і київського «Сокола» в Східноєвропейській хокейній лізі.
У сезоні 2012/2013 працював тренером воротарів у харківському «Динамо», котра завершила першість України на 4-му місці. У квітні 2013 року ХК «Донбас» створив молодіжну команду, яку прийняли до Молодіжної хокейної ліги. Головним тренром був призначений Олександр Годинюк, а його помічниками Сергій Ткаченко і Ігор Чибирєв. Як і в попередньому клубові, Ткаченко відповідав до підготовку голкіперів. В 2014 році команда припинила своє існування.

## Статистика
| Сезон               | Клуб                      | Ліга                | Регулярний сезон | Регулярний сезон | Регулярний сезон | Плей-оф | Плей-оф | Плей-оф |
| Сезон               | Клуб                      | Ліга                | І                | КН               | SVS%             | І       | КН      | SVS%    |
| ------------------- | ------------------------- | ------------------- | ---------------- | ---------------- | ---------------- | ------- | ------- | ------- |
| 1988-89             | ШВСМ (Київ)               | СРСР-2              | 10               | -                | -                |         |         |         |
| 1989-90             | «Сокіл» (Київ)            | СРСР                | 1                | 0.00             | -                |         |         |         |
|                     | ШВСМ (Київ)               | СРСР-3              | 20               |                  |                  |         |         |         |
| 1990-91             | «Сокіл» (Київ)            | СРСР                | 14               | 3.37             | -                |         |         |         |
|                     | ШВСМ (Київ)               | СРСР-3              | 12               | -                | -                |         |         |         |
| 1991-92             | «Сокіл» (Київ)            | СРСР                | 24               | 4.18             | -                |         |         |         |
|                     | ШВСМ (Київ)               | СРСР-3              | 1                | -                | -                |         |         |         |
| Всього у вищій лізі | Всього у вищій лізі       | Всього у вищій лізі | 39               |                  |                  | —       | —       | —       |
| 1992-93             | «Брентфорд Смоук»         | КХЛ                 | 4                | 6.88             | 0.792            |         |         |         |
|                     | «Гамільтон Канакс»        | АХЛ                 | 1                | 3.00             | 0.875            |         |         |         |
| 1993-94             | «Колумбус Чілл»           | ХЛСУ                | 34               | 4.11             | 0.861            | 4       | -       | -       |
|                     | «Гамільтон Канакс»        | АХЛ                 | 2                | 4.32             | 0.836            |         |         |         |
| 1994-95             | «Бірмінгем Буллс»         | ХЛСУ                | 6                | 4.17             | 0.874            |         |         |         |
|                     | «Саут Кароліна Стінгрейс» | ХЛСУ                | 16               | 3.25             | 0.889            |         |         |         |
|                     | «Сіракузи Кранч»          | АХЛ                 | 2                | 4.57             | 0.847            |         |         |         |
| 1995-96             | «Оклахома-Сіті Блейзерс»  | ЦХЛ                 | 16               | 2.35             | 0.914            | 1       | 4.73    | 0.808   |
|                     | «Ралі Айс-Капс»           | ХЛСУ                | 3                | 4.69             | 0.865            |         |         |         |
|                     | «Сіракузи Кранч»          | АХЛ                 | 14               | 4.26             | 0.883            | 1       | 5.00    | 0.808   |
| 1996-97             | «Луізіана Айс-Геторс»     | ХЛСУ                | 10               | 4.46             | 0.857            |         |         |         |
|                     | «Кноксвілл Черокіс»       | ХЛСУ                | 22               | 3.79             | 0.898            |         |         |         |
| 1997-98             | «Ешвілл»                  | ХЛЗУ                | 32               | 3.80             | 0.898            | 5       | 2.40    | 0.928   |
| 1998-99             | «Ешвілл»                  | ХЛЗУ                | 56               | 3.36             | 0.897            | 4       | 5.84    | 0.779   |
| 1999-00             | «Ешвілл Смоук»            | ОХЛ                 | 12               | 4.09             | 0.897            |         |         |         |
|                     | «Арканзас Рівер Блейдс»   | ХЛСУ                | 2                | 3.51             | 0.901            |         |         |         |
|                     | «Грінвілл»                | ХЛСУ                | 13               | 2.88             | 0.903            |         |         |         |
| 2000-01             | «Сан-Анжело»              | ЗПХЛ                | 33               | 4.06             | 0.886            |         |         |         |
| Всього в АХЛ        | Всього в АХЛ              | Всього в АХЛ        | 19               |                  |                  | 1       |         |         |
| Всього в ХЛСУ       | Всього в ХЛСУ             | Всього в ХЛСУ       | 106              |                  |                  | 4       |         |         |
| 2001-02             | «Салават Юлаєв» (Уфа)     | Росія               | 1                | 5.71             | 0.773            |         |         |         |
|                     | «Сокіл» (Київ)            | СЄХЛ                | 2                | 2.52             |                  |         |         |         |

За збірні СРСР:
| Рік  | Команда          | Турнір | Місце | І | КН   |
| ---- | ---------------- | ------ | ----- | - | ---- |
| 1989 | СРСР (юніорська) | ЮЧЄ    |       | 6 | 1.21 |
| 1990 | СРСР (молодіжна) | МЧС    |       | 7 | 3.30 |
| 1991 | СРСР (молодіжна) | МЧС    |       | 0 | -    |